# Alexandru Ghinea
Alexandru Ghinea (ur. 11 listopada 1989) – rumuński lekkoatleta specjalizujący się w biegach długich.
Pierwszy międzynarodowy sukces odniósł w 2007 zostając wicemistrzem Europy juniorów w biegu na 3000 metrów z przeszkodami. Rok później zajął na tym dystansie jedenaste miejsce w mistrzostwach świata juniorów, a w 2009 był siódmy podczas młodzieżowych mistrzostw Europy. W 2011 wywalczył srebrny medal mistrzostw krajów bałkańskich, brązowy młodzieżowych mistrzostw Europy oraz odpadł w eliminacjach podczas uniwersjady. Uczestnik mistrzostw Europy oraz wicemistrz krajów bałkańskich z 2012 w biegu przeszkodowym. 
Medalista mistrzostw Rumunii oraz reprezentant kraju w drużynowych mistrzostwach Europy. 
Rekordy życiowe: bieg na 3000 metrów z przeszkodami – 8:37,48 (2 lipca 2011, Sliwen). 

## Osiągnięcia
| Rok  | Impreza                                   | Miejsce   | Konkurencja                      | Lokata      | Wynik   |
| ---- | ----------------------------------------- | --------- | -------------------------------- | ----------- | ------- |
| 2007 | Mistrzostwa Europy juniorów               | Hengelo   | bieg na 3000 m z przeszkodami    | 2. miejsce  | 8:50,42 |
| 2008 | Mistrzostwa świata juniorów               | Bydgoszcz | bieg na 3000 m z przeszkodami    | 11. miejsce | 8:55,28 |
| 2008 | Mistrzostwa Europy w biegach przełajowych | Bruksela  | bieg przełajowy juniorów na 6 km | 66. miejsce | 20:11   |
| 2009 | I liga drużynowych mistrzostw Europy      | Bergen    | bieg na 3000 m z przeszkodami    | 5. miejsce  | 8:49,46 |
| 2009 | Młodzieżowe mistrzostwa Europy            | Kowno     | bieg na 3000 m z przeszkodami    | 7. miejsce  | 8:56,84 |
| 2010 | I liga drużynowych mistrzostw Europy      | Budapeszt | bieg na 3000 m z przeszkodami    | 1. miejsce  | 8:39,78 |
| 2011 | I liga drużynowych mistrzostw Europy      | Izmir     | bieg na 3000 m z przeszkodami    | 4. miejsce  | 8:51,39 |
| 2011 | Mistrzostwa krajów bałkańskich            | Sliwen    | bieg na 3000 m z przeszkodami    | 2. miejsce  | 8:37,48 |
| 2011 | Młodzieżowe mistrzostwa Europy            | Ostrawa   | bieg na 3000 m z przeszkodami    | 3. miejsce  | 8:51,39 |
| 2011 | Uniwersjada                               | Shenzhen  | bieg na 3000 m z przeszkodami    | eliminacje  | 9:00,78 |
| 2012 | Mistrzostwa Europy                        | Helsinki  | bieg na 3000 m z przeszkodami    | eliminacje  | 8:55,88 |
| 2012 | Mistrzostwa krajów bałkańskich            | Eskişehir | bieg na 3000 m z przeszkodami    | 2. miejsce  | 9:05,95 |
| 2013 | I liga drużynowych mistrzostw Europy      | Dublin    | bieg na 3000 m z przeszkodami    | 3. miejsce  | 8:54,65 |